# Fresné-la-Mère

Fresné-la-Mère este o comună în departamentul Calvados, Franța. În 1 ianuarie 2022 avea o populație de 572 de locuitori.